# 张自银
张自银（1962年12月—），男，汉族，湖南津市人，中华人民共和国政治人物。湖南农学院常德分院（现湖南文理学院）农学专业毕业，中共湖南省委党校行政管理专业脱产本科班学历。

## 生平
1983年6月加入中国共产党。历任共青团湖南省委青农部主任科员、宣传部副部长、实业部部长、事业发展部部长；中共祁东县委副书记、副县长、代县长、县长、县委书记；衡阳市委常委、市委秘书长、市直工委第一书记、市委办公室主任、市委组织部部长、市总工会主席、市委副书记等职。2008年6月，任衡阳市人民政府代市长，2009年1月正式当选。2013年4月，任中共怀化市委书记。2014年6月，不再担任中共怀化市委书记职务。
2016年1月因工作岗位变动，辞去第十二屆全國人大代表职务。
2018年，湖南省人民政府决定任命张自银为湖南省民政厅副厅长。